# Alnilam

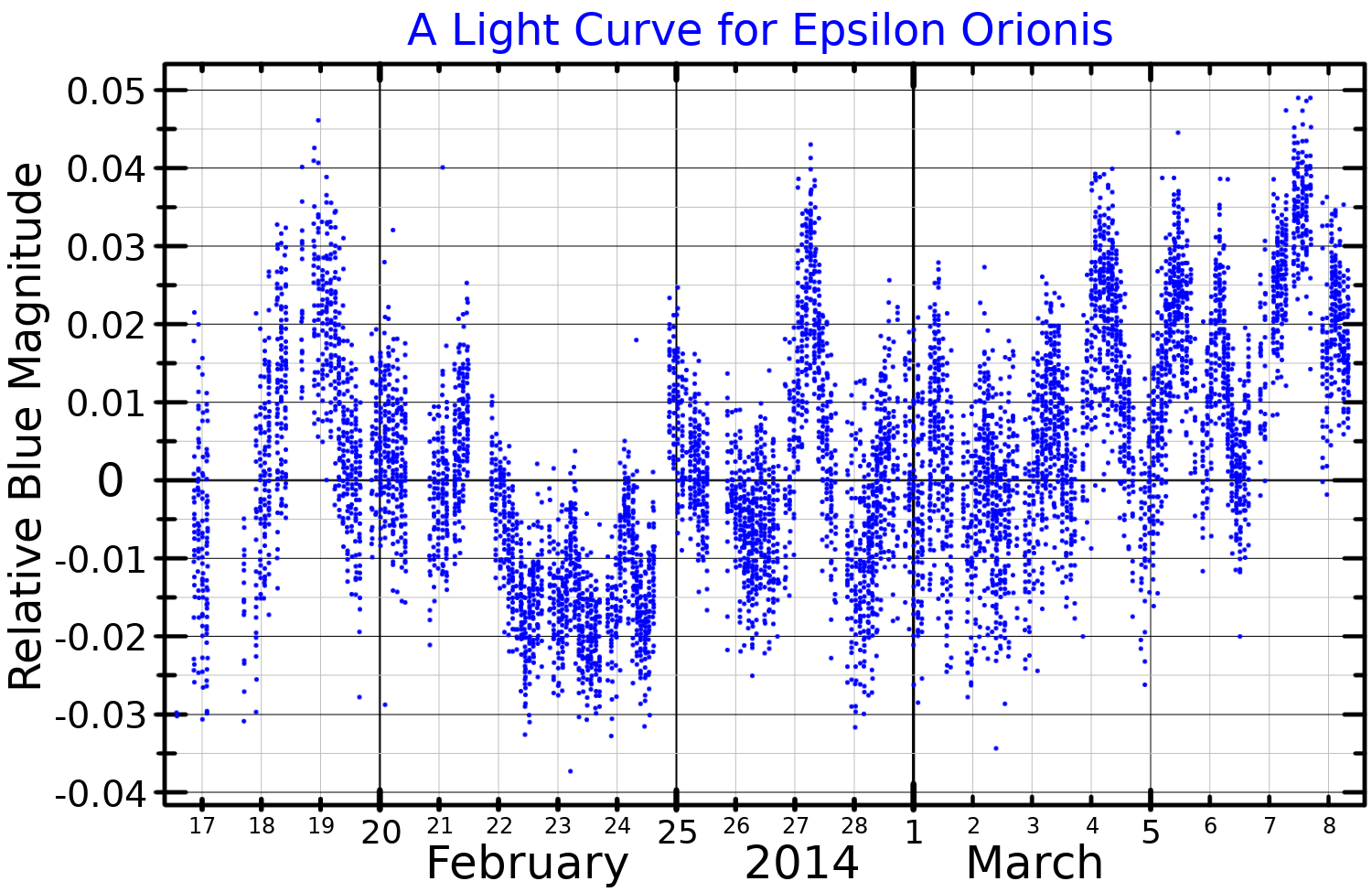
Lichtkromme van Alnilam

Alnilam (epsilon Orionis) is een heldere ster in het sterrenbeeld Orion.
De ster staat ook bekend als Alnihan en Alnitam. Alnilam is de middelste ster van het opvallende rijtje van drie sterren die de gordel van Orion vormen. De andere twee sterren zijn Alnitak en Mintaka.